# Prosagandecca straminea
Prosagandecca straminea är en insektsart som beskrevs av Ronald Gordon Fennah 1950. Prosagandecca straminea ingår i släktet Prosagandecca och familjen vedstritar.
Artens utbredningsområde är Sierra Leone. Inga underarter finns listade i Catalogue of Life.